# Реформа охорони здоров'я в Україні з 2016 року
Реформа системи охорони здоров'я в Україні з 2016 року — заходи Міністерства охорони здоров'я 2016, 2017 та 2018 років під керівництвом Уляни Супрун для забезпечення всім громадянам України рівного доступу до якісних медичних послуг та перебудови систему охорони здоров'я так, щоб у її центрі був пацієнт.

## Хронологія

### Етапи
- 30 листопада 2016 — КМУ від схвалив Концепцію реформи охорони здоров'я. МОЗ було доручено розробити план заходів щодо її реалізації.[1]
- 19 жовтня 2017 — ВРУ прийняла медреформу, його підтримало 240 депутатів.[2]
- 1 січня 2018 — початок дії законопроекту. Держава повинна оплачувати медичні послуги за програмою медичних гарантій установам з 1 серпня 2018 року.
- 27 грудня 2017 року — НСЗУ утворена і Положення про неї затверджене Кабміном [3].
- 27 лютого 2018 — у конкурсі на голову НСЗУ переміг Олег Петренко
- 30 березня 2018 року — НСЗУ зареєстрована в Міністерстві юстиції
- 1 квітня 2017 року — запроваджується реімбурсація ціни ліків з державного гарантованого пакету.[2][4] Ця державна програма має назву «Доступні ліки». Пропонується створення біля 100 госпітальних округів до 2018 року.
- 1 квітня 2020 року - другий етап медичної реформи в Україні, в рамках якої планується створити електронну систему користувача, де можна оформити чергу к лікарю онлайн, отримати результати аналізів та інше. Розпочато регіональні та міські реформи медицини, зокрема у Харкові[5], Львові, на Полтавщині.

### Критика
- 19 жовтня 2017 Ольга Богомолець, нардеп і Голова комітету ВРУ з здоров'я, назвала медичну реформу «початком геноциду».[6]
- Численні медичні громадські організації підтримали реформи та закликали Богомолець до відставки з посади голови комітету.[7]
- Ольга Стефанишина, заступник міністра охорони здоров'я України,[8] виконавчий директор благодійного фонду «Пацієнти України» та експерт РПР назвала депутата «гальмом медреформи».[9]
- Лідер «Батьківщини» Юлія Тимошенко заявляє, що влада під виглядом «реформ» здійснює геноцид української нації.[10][11]
- Президент України Петро Порошенко у своїй заяві особисто попросив не вживати термін "геноцид" відносно сучасних подій.[12]

#### Фейкові мітинги Вадима Рабіновича
Діяльність Уляни Супрун на чолі Міністерства охорони здоров'я України активно супроводжується мітингами прихільників очільника партії За Життя Вадима Рабіновича. На мітингах зазвичай присутні особи старечого віку, які за це отримують гроші від організаторів акції.

#### Мітинги профспілок
У вересні 2017 року профспілка медичних працівників мітингувала проти медичної реформи. У відповідь на що Уляна Супрун на сторінці Facebook написала, що "на цей мітинг зганяє людей профспілка та адміністрації лікарень" та "Наша команда продовжує отримувати листи про те, як лікарів змушують брати участь у завтрашньому мітингу проти реформи охорони здоров'я". Також вона зазначила, що "До сьогодні кардинальні зміни у фінансовому забезпеченні фахівців охорони здоров'я не були можливими через застарілу систему управління, оновити яку має медреформа." 

## Нормативні акти
Список основних нормативо-правових актів, що були прийняті в процесі реалізації реформи охорони здоров'я. У даному переліку вказано Закони України, постанови та розпорядження Кабінету Міністрів України, накази Міністерства охорони здоров'я України, інших центральних органів виконавчої влади та інші нормативно-правові акти, що мають відношення до реформи охорони здоров'я.

### Закони України
- Закон України Про внесення змін до деяких законодавчих актів України щодо удосконалення законодавства з питань діяльності закладів охорони здоров’я[16]
- Закон України Про державні фінансові гарантії медичного обслуговування населення[17]
- Закон України Про підвищення доступності та якості медичного обслуговування у сільській місцевості [18]

### Постанови КМУ
- Про затвердження порядку функціонування електронної системи охорони здоров’я (ПРОЕКТ).[19]

### Накази МОЗ України
- Про затвердження Порядку вибору лікаря, який надає первинну медичну допомогу, та форми декларації про вибір лікаря, який надає первинну медичну допомогу [20]
- Про затвердження Порядку надання первинної медичної допомоги.[21]
- Декларація про вибір лікаря який надає первинну медичну допомогу.[22]

### Інші
- Регламент функціонування компонентів електронної системи обміну медичною інформацією, що необхідні для запуску нової моделі фінансування на первинному рівні надання медичної допомоги.[23]

## Національна служба здоров'я України
Докладніше: Національна служба здоров'я України
Національна служба здоров'я України (НСЗУ) — центральний орган виконавчої влади, що реалізує державну політику у сфері державних фінансових гарантій медичного обслуговування населення за програмою медичних гарантій. НСЗУ є національним страховиком, який укладає договори із закладами охорони здоров'я та закуповує у них послуги з медичного обслуговування населення. НСЗУ контролює дотримання умов договорів та робить прямі виплати закладам за надані послуги.

### Створення
Медична реформа в Україні впроваджується з 2016 року під керівництвом в.о. міністра охорони здоров'я Уляни Супрун. На основі нової Концепції реформи фінансування системи охорони здоров'я Верховна Рада 19 жовтня 2017 року прийняла Закон «Про державні фінансові гарантії медичного обслуговування населення», який набрав чинності 30 січня 2018 року. За один із ключових елементів реформи фінансування системи охорони здоров'я відповідає новий орган — Національна служба здоров'я. Служба утворена і Положення про неї затверджене Кабміном 27 грудня 2017 року. 27 лютого 2018 у конкурсі на голову НСЗУ переміг Олег Петренко — заступник керівника приватної київської клініки. Наступного дня його призначив Кабмін. НСЗУ зареєстрована в Міністерстві юстиції 30 березня 2018 року. Служба повинна запрацювати до липня 2018 року. Гранична чисельність працівників визначена на рівні 1060 осіб, у тому числі 250 у центральному апараті та 810 у територіальних органах.

### Статус
Національна служба здоров'я виконує функції єдиного національного замовника медичних послуг та лікарських засобів за програмою медичних гарантій. Кошти, які вона розподіляє від імені держави на оплату послуг пацієнтів (більше 100 млрд гривень щороку), зберігаються на казначейських рахунках. Служба не є власником закладів охорони здоров'я та не здійснює управління ними (принцип розмежування функцій замовника і постачальника медичних послуг).
Згідно з Законом, її основними функціями є:
1. реалізація державної політики у сфері державних фінансових гарантій медичного обслуговування населення за програмою медичних гарантій;
2. проведення моніторингу, аналізу і прогнозування потреб населення України у медичних послугах та лікарських засобах;
3. виконання функцій замовника медичних послуг та лікарських засобів за програмою медичних гарантій;
4. розроблення проекту програми медичних гарантій, внесення пропозицій щодо тарифів;
5. укладення, зміна та припинення договорів про медичне обслуговування населення та договорів про реімбурсацію;
6. перевірка дотримання надавачами медичних послуг вимог, встановлених порядком використання коштів програми медичних гарантій і договорами про медичне обслуговування населення;
7. забезпечення функціонування eHealth — системи охорони здоров'я[25].

Діяльність НСЗУ спрямовується і координується Кабінетом Міністрів України через Міністра охорони здоров'я. Вона здійснює свої повноваження безпосередньо та через утворені територіальні органи.
НСЗУ очолює Голова, який призначається на посаду та звільняється з посади Кабінетом Міністрів України за пропозицією Комісії з питань вищого корпусу державної служби.
НСЗУ є юридичною особою публічного права.
Передбачено утворення Ради громадського контролю з метою забезпечення прозорості та громадського контролю за діяльністю Служби.

## Електронна система охорони здоров'я eHealth

Електронна система охорони здоров'я eHealth — інформаційно-телекомунікаційна система, що забезпечує автоматизацію ведення обліку медичних послуг та управління медичною інформацією в електронному вигляді, до складу якої входять центральна база даних та електронні медичні інформаційні системи, між якими забезпечено автоматичний обмін даними через відкритий програмний інтерфейс (АРІ). Функціонування системи забезпечується Національною службою здоров'я України.
eHealth має допомагати пацієнтам отримувати, а лікарям надавати якісні медичні послуги. Крім того, вона дозволяє контролювати, наскільки ефективно витрачаються виділені на охорону здоров'я державні кошти і запобігати зловживанням. У 2018 році вона охопить первинну ланку медицини — сімейних лікарів, терапевтів та педіатрів.
У eHealth буде 7 реєстрів: реєстр пацієнтів, реєстр декларацій про вибір лікаря, який надає первинну медичну допомогу, реєстр суб'єктів господарювання в сфері охорони здоров'я, реєстр медспеціалістів, реєстр медичних працівників, пеєстр договорів про медобслуговування, реєстр договорів про реімбурсацію.
У майбутньому система eHealth дасть можливість кожному швидко отримати свою медичну інформацію, а лікарям — правильно ставити діагноз з урахуванням цілісної картини здоров'я пацієнта. Лікарі виписуватимуть електронні рецепти. Система міститиме всю медичну історію пацієнта, і вона буде доступна як пацієнту, так і його лікарям.
Система відкриє можливість для створення «єдиного медичного простору» — координації і інтеграції між рівнями медичної допомоги, а також для запровадження нової системи управління якістю послуг. eHealth забезпечить електронізацію системи охорони здоров'я, сприятиме захисту прав лікарів та пацієнтів та об'єднає медичні електронні системи
Система eHealth працює в тестовому режимі з вересня 2017 року, коли стало технічно можливо зареєструвати у системі медичний заклад, лікарів, а також ввести дані декларацій пацієнтів. 5 лютого 2018 року відбулася передача майнових прав інтелектуальної власності від Проектного офісу до Міністерства охорони здоров'я України. Відтоді за подальшу розробку та впровадження eHealth відповідає МОЗ, для чого в грудні 2017 року було створено ДП «Електронне здоров'я». Станом на 29 березня 2018 року до системи приєдналися 1148 медичних заклади, 19172 лікарів, 2124118 пацієнтів.
У квітні 2018 розпочнеться приписна кампанія пацієнтів до лікарів первинної ланки і повноцінний початок роботи системи E-health.  Пацієнти укладатимуть декларації із обраними лікарями, і лікарі реєструватимуть ці декларації в системі. Таким чином, держава зможе оплачувати лікарю за кожного пацієнта, а пацієнт отримає гарантовані державою безкоштовні медичні послуги. Так система eHealth допоможе реалізувати принцип «гроші ходять за пацієнтом». Повноцінний перехід на нову систему фінансування первинної ланки розпочнеться з 1 липня.
Підписуючи декларацію про вибір лікаря, який надає первинну медичну допомогу, пацієнт (його законний представник) надає згоду на доступ до даних про нього, що містяться в електронній системі охорони здоров'я, такому лікарю, а також іншим лікарям за його направленням у межах, необхідних для надання медичних послуг такими лікарями.
НСЗУ публікує на офіційному вебсайті дані, накопичені в системі, за умови знеособлення персональних даних відповідно до вимог Закону України «Про захист персональних даних». Порядок функціонування електронної системи охорони здоров'я затверджується Кабінетом Міністрів України з урахуванням вимог законодавства про захист персональних даних. Законом передбачено, що доступ до даних про пацієнта, що містяться в електронній системі охорони здоров'я, можливий лише у разі отримання згоди такого пацієнта (його законного представника) у письмовій формі або у формі, що дає змогу зробити висновок про надання згоди. Без згоди доступ до інформації про пацієнта можливий у випадках: наявності ознак прямої загрози життю пацієнта, за умови неможливості отримання згоди такого пацієнта чи його законних представників (до часу, коли отримання згоди стане можливим), за рішенням суду.

## Первинна медична допомога

### Сільська медицина
Більше 13 мільйонів українців мешкає в селах. Лікарі ж не хочуть туди їхати, бо сільська медицина фінансується за залишковим принципом, а у сільських амбулаторіях та фельдшерсько-акушерських пунктах (ФАП) немає навіть найнеобхідніших умов. Так, наприклад, в 71% українських ФАПів взагалі відсутнє водопостачання, в 75% – немає водовідведення, а в 82% сільських амбулаторій відсутні санвузли. 23 тисячі сіл і селищ мають 4 тисячі амбулаторій та 12 700 ФАПів. Вони, як правило, перенаправляють пацієнтів "у район" або "область", де є кваліфікована допомога. Для порівняння: в усьому світі первинна ланка в сільській місцевості ефективно працює і вирішує на місці до 80% медичних звернень.
14 листопада 2017 року, Верховна рада України прийняла у другому читанні проект закону №7117, який має підвищити доступність та якість медичного обслуговування у сільській місцевості.  Цей законопроект є частиною медичної реформи і дає можливість разом з місцевою владою вирішити нагальні проблеми сільської медицини: відсутність лікарів, погано обладнані амбулаторії та ФАПи.
Передусім первинна медицина в селі мусить стати доступною і якісною. Тому медичні практики мають стати автономними та самокерованими. Крім того, в селах потрібно перепланувати мережі, побудувати або дообладнати амбулаторії. Майже всюди треба вирішувати питання громадського транспорту та доїзду пацієнтів до лікарів. Все це — ресурси. І законопроект №7117, внесений на розгляд Парламенту Президентом, забезпечить 5 мільярдів гривень на підсилення інфраструктури на селі протягом двох років. Завдяки цим інвестиціям сільські громади зможуть: збудувати нові амбулаторії з можливістю проживання родини лікаря, закупити автомобілі, щоб лікарі могли пересуватися між селами, оновити обладнання амбулаторій, забезпечити швидкісний інтернет.

## Кардіоцентри
Запроваджено урядову програму розбудови мережі кардіоцентрів і безоплатного стентування в разі гострого інфаркту міокарда. Наразі в Україні у режимі «24/7/365» працюють 42 реперфузійних [кардіо]центрів; за винятком окремих районів Сумської та Чернігівської областей найближчий ангіограф наявний максимум за 2 години доїзду.

## Екстренна медична допомога
Докладніше:   Реформа швидкої (екстреної) медичної допомоги в Україні з 2016 року

## Реформа медичної освіти

### Умови вступу
150 балів ЗНО

### Ліцензійний іспит КРОК

#### Звільнення Катерини Амосової ректора Національного медичного університету ім. Богомольця
Міністерство охорони здоров’я України розірвало контракт з ректором Національного медичного університету імені О.О. Богомольця Катериною Амосовою, наказ був підписаний 30 березня. Згідно з документом, Амосова з 16 квітня 2018 року буде звільнена з посади ректора НМУ за невиконання умов контракту. У відомстві заявили, що 30 березня після публічного розгляду звіту Амосової комісія МОЗ визнала її роботу у 2017 році незадовільною та рекомендувала міністерству розірвати контракт, який був підписаний у 2014-му на термін у сім років. Даному рішення передував зрив ліцензійного іспиту КРОК для студентів-стоматологів, через який 20 лютого 2018 року міністерство відсторонило від посади Катерину Амосову на час службової перевірки. 25 лютого на підтримку ректора Катерини Амосової оголосили безстроковий страйк, який через 2 дні після початку припинився.

## Забезпечення лікарськими засобами

### Доступні ліки - урядова програма реімбурсації
Доступні ліки — програма уряду з повної або часткової оплати з бюджету певних лікарських засобів, яка розпочалась у квітні 2017 року. Доступні ліки - це перша загальноукраїнська програма відшкодування вартості лікарських засобів до цього схожі програми були лише на регіональному рівні.  До цього переліку включено медикаменти від серцево-судинних захворювань, бронхіальної астми та діабету ІІ типу. Ці захворювання спричинюють великий відсоток смертності та інвалідності в Україні та світі. При цьому вони зазвичай добре лікуються амбулаторно. Станом на 22 січня 2018 року підлягало відшкодуванню 239 лікарських засоби (23 МНН) та 6179 аптек брало участь у цій програмі.
Відшкодовується вартість наступних лікарських засобів: Беклометазон, Будесонід, Сальбутамол, Гліклазид, Метформін, Глібенкламід, Аміодарон, Амлодипін, Атенолол, Верапаміл, Гідрохлортіазид, Спіронолактон, Фуросемід, Дигоксин, Еналаприл, Ізосорбіду динітрат, Карведилол, Клопідогрель, Метопролол, Симвастатин, Бісопролол, Нітрогліцерин, Лозартан.
Бюджет програми Достуні ліки складаж 1 мільярд гривень у 2018 році. З 2020 року адміністрування програмою має здійснювати Національна служба здоров'я України.

### Реімбурсація інсулінів
У 2017 році запрацював електронний реєстр пацієнтів, що потребують інсулінотерапії. Раніше закупівля препаратів інсуліну здійснювалася за тендерною процедурою регіонами. Однак, цей спосіб показав себе як неефективний, з великою кількістю недоліків: формування потреби було неточним, номенклатура закупівель могла ставати предметом маніпуляцій, ціни закупівлі препаратів інсуліну суттєво різнилися від регіону до регіону, траплялися затримки поставок препаратів в результаті оскаржень процедур закупівель або несвоєчасного проведення закупівель, відсутній реальний механізм контролю фактичного розподілення препаратів.
Запровадження реєстру дало змогу державі уникнути необґрунтованих закупівель на десятки мільйонів гривень. Що своєю чергою дозволятиме забезпечувати безперебійну поставку високоякісних препаратів інсуліну кожному пацієнту. Станом на 2018 рік більшість областей перейшли на користування єдиним реєстром і працює за процедурою реімбурсації.
Безоплатний препарати інсуліну можуть отримати категорії хворих на діабет, зазначені у пунктах 1-9 Додатку до Постанови КМУ від 23 березня 2016 року № 239 “Деякі питання відшкодування вартості препаратів інсуліну”. Закупівля препаратів інсуліну здійснюється за кошти центрального та місцевого бюджетів. Централізоване фінансування (субвенція з державного бюджету місцевим бюджетам) покриває річну потребу у препаратах інсуліну, в залежності від регіону, на 40-50%, решта коштів виділяється з обласних або /та міських бюджетів. Відповідно, кінцевим розпорядником всіх коштів на інсуліни є органи місцевого самоврядування.
За старими списками в потребу на 2017 рік подавалися 220 тисяч пацієнтів. Із запровадженням електронного реєстру, на 1 серпня 2017 року в нього було внесено 174 тисячі пацієнтів. Навіть ці попередні дані вказують на наявність близько 46 тисяч неіснуючих пацієнтів.

### Національний перелік основних лікарських засобів і виробів медичного призначення
До 2018 року порядок закупівлі лікарських засобів закладами та установами охорони здоров’я, що фінансуються з бюджету регулювався Постановою КМУ від 5 вересня 1996 р. № 1071, яка дозволяла закладам охорони здоров'я купляти майже будь-які лікарські засоби за бюджетні кошти, що призводило до нераціонального витрачання коштів, коли не покривиши потребу у базових лікарських засобав куплялись лікарські засоби з сумнівним співвідношенням кошти/ефективність.
Національний перелік основних лікарських засобів в Україні базується на 19-му виданні Базового переліку основних лікарських засобів, рекомендованих Всесвітньою організацією охорони здоров’я. Національний перелік адаптовано Експертним комітетом з відбору та використання основних лікарських засобів з урахуванням пріоритетних хвороб, захворювань та станів, які були визначені та затверджені Експертним комітетом із використанням основних критеріїв: популяційних (епідеміологічних) показників в Україні та показників тягаря хвороб. До Національного переліку включені якісні, ефективні, безпечні та економічно доцільні лікарські засоби необхідні для забезпечення надання медичної допомоги населенню в закладах охорони здоров’я незалежно від форми власності. Національний перелік складається з: основного переліку, до якого включені найбільш ефективні, безпечні лікарські засоби з найвищими показниками економічної доцільності для пріоритетних патологічних станів; додаткового переліку, до якого включені лікарські засоби для пріоритетних патологічних станів, що потребують спеціалізованого діагностичного або моніторингового обладнання, та/або спеціалізованої медичної допомоги, та/або підготовки фахівців. До Національного переліку включені зареєстровані та незареєстровані в Україні лікарські засоби. Лікарські засоби включені до Національного переліку за міжнародними непатентованими назвами.
Відповідно до Постанови КМУ від 16 березня 2017 р. № 180 лікарські засоби, що включені до Національного переліку основних лікарських засобів, затвердженого цією постановою, підлягають закупівлі закладами і установами охорони здоров’я, що повністю або частково фінансуються з державного та місцевих бюджетів. Лише за умови задоволення в повному обсязі потреби в лікарських засобах, включених до Національного переліку основних лікарських засобів, затвердженого цією постановою, замовники можуть закуповувати лікарські засоби, що не включені до зазначеного Національного переліку. При цьому перевага надається лікарським засобам, включеним до галузевих стандартів у сфері охорони здоров’я.

#### Експертний комітет з відбору та використання основних лікарських засобів
Експертний комітет з відбору та використання основних лікарських засобів – це постійно діючий дорадчий орган, який створюється Міністерством охорони здоров’я України для здійснення оцінки порівняльної ефективності (результативності), безпеки та економічної доцільності лікарських засобів з метою їх включення до Національного переліку основних лікарських засобів. Метою експертного комітету є здійснення прозорого відбору лікарських засобів, до яких належать якісні, ефективні, безпечні лікарські засоби з найвищими показниками економічної доцільності, що необхідні для забезпечення першочергових потреб медичної допомоги населенню в закладах охорони здоров’я для лікування за рахунок коштів державного та місцевих бюджетів.

## Критика медичної реформи
Незважаючи на перевеги, реформа має певний спектр очевидних недоліків:
- Повна залежність роботи системи від серверів НСЗУ, при відсутності зв'язку, або при проблемах з серверами, як мінімум, неможливо виписати рецепти або електронні направлення пацієнту, у більш гірших випадках лікарня може не отримати кошти за вже пролікованних пацієнтів[58][59];
- Реформа передбачає, що медзаклади будуть конкурувати між собою, проте у більшості населених пунктів України присутня лише одна багатопрофільна лікарня на населений пункт, а дорогу до сусідніх населених пунктів НСЗУ не покриває у рамках програми фінансових гарантій;
- НСЗУ не відшкодовує вартість лікарських засобів у стаціонарних умовах, цей тягар лягає виключно на плечі місцевих бюджетів (закупівлі з Національного переліку лікарських засобів)[60][61]. Тому контракт з НСЗУ не гарантує, що конкретний медичний заклад зможе забезпечити пацієнта необхідними ліками в стаціонарних умовах й пацієнти вимушені як й раніше купляти ліки за власний кошт, особливо, якщо медзаклад єдиний в населеному пункті, а коштів в місцевому бюджеті не вистачає.
- Існують прецеденти, коли багатопрофільна лікарня після виконання усіх вимог й контрактування з НСЗУ отримує на рік сумму, якої не вистачає навіть на заробітню плату працівникам[62][63].
- Пацієнти з рідкісними (орфанними) захворюннями залишилися "поза реформою". З однієї сторони, за наявності електронного рецепта вони можуть лікуватися за рахунок бюджетних коштів у будь-якому медичному закладі, який підписав договір з НСЗУ. З іншої - пацієнти з рідкісними (орфанними) захворюваннями забезпечуються лікарськими засобами та продуктами для спеціального (дієтичного) харчування за рахунок окремих програм місцевих бюджетів, які, згідно Закону України "Про місцеве самоврядування" можуть виділяти кошти на закупівлю ліків або виробів медичного призначення лише у межах певної ОТГ. Тобто, ці пацієнти можуть отримувати лікування лише за місцем проживання й лише у тих медичних закладах, які прописані у програмі місцевого бюджету.[64]